# Ilketshall St Margaret
Pour les articles homonymes, voir Ilketshall.
Ilketshall St Margaret est un village et une paroisse civile du Suffolk, en Angleterre.